# Кияты (монголы)
Кия́ты, кия́ны (монг. Хиад?, ᠬᠢᠠᠳ?) — один из древнейших монгольских родов. Представляют собой одну из ветвей нирунов. Упоминаются в числе племён, вышедших из Эргунэ-куна, легендарной прародины монголов. Первоначально представляли собой одну из предковых групп хамаг-монголов. Впоследствии имя «кият» унаследовала одна из веток борджигинов в лице потомков Мунгэту-Кияна, брата Есугея. В настоящее время этническая группа в составе некоторых монгольских народов.

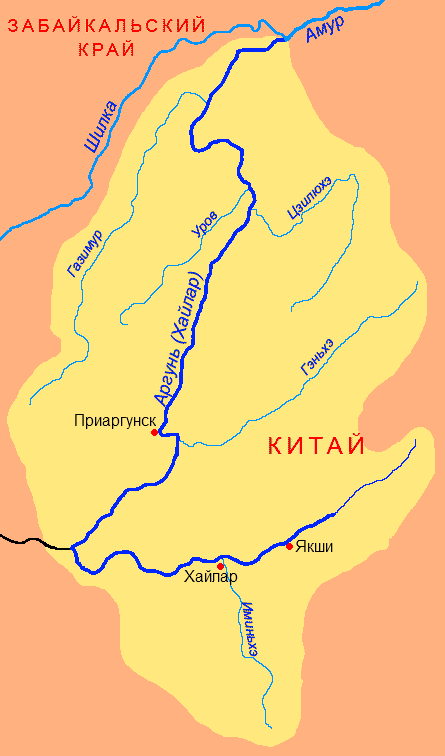
Место впадения р. Мангу (Цзилюхэ) в Аргунь. Предположительно, в этом районе располагался Эргунэ-кун.

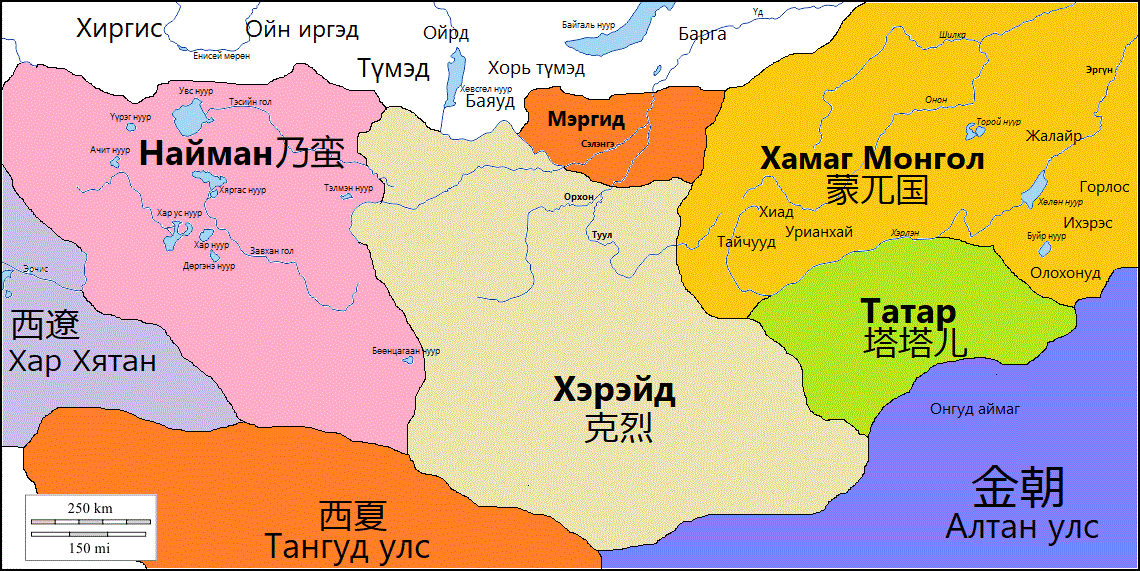
Кияты в составе Всемонгольского государства. XII в.

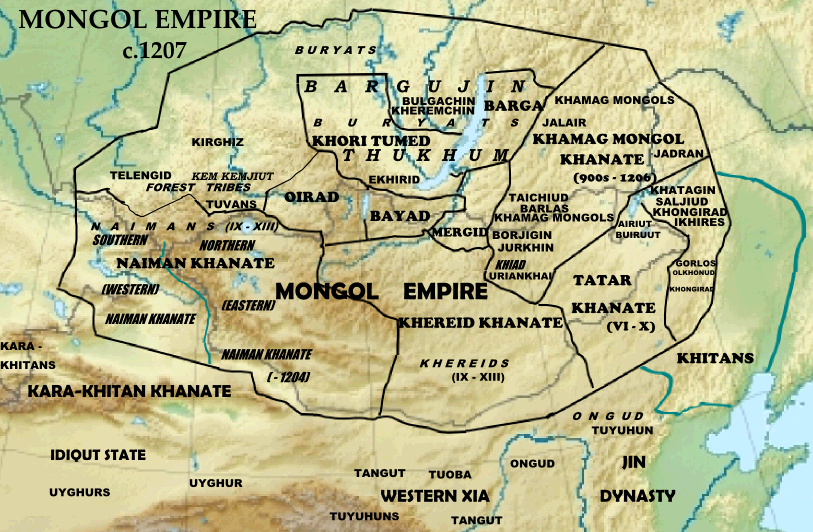
Кияты в составе Монгольской империи. 1207 г.

## Этимология
Согласно «Сборнику летописей», по-монгольски киян значит «большой поток», текущий с гор в низину, бурный, быстрый и сильный; «стремительно несущийся поток». Кият — множественное число от киян.
Г. Сухбаатар считал, что этноним киян, сохранившийся у монголов XIII в. в форме кият, был названием ведущего хуннского рода хуянь. Согласно Л. Билэгту, название монгол — это тунгусо-маньчжурская калька монгольского слова киян. Б. Р. Зориктуев в свою очередь считает, что киян — это монгольская калька тунгусского названия правого притока Аргуни р. Мангу (Цзилюхэ). Монгольское население на месте впадения р. Мангу в Аргунь тунгусы называли мангол, что означало: «люди, живущие на стремительной, бурной реке Мангу».

## История

### Эргунэ-кун
В «Сборнике летописей» описана легенда, в которой упоминаются кияны и нукузы: в древние времена монгольские племена в борьбе с тюрками были разгромлены. От них остались лишь две семьи (рода) — киян и нукуз. Они, убегая от врагов, пришли в труднопроходимое и окруженное со всех сторон горами место. Среди гор и скал была местность с обилием растений. Называлось оно Эргунэ-куном. Значение слова кун – косогор, а эргунэ – крутой, иначе говоря, «крутой хребет» (по А. Очиру: «эргүнэ означает прямой, а кун — покатый, наклонный»). Там и поселились кияны и нукузы, которые умножились за сотни лет и образовали множество родов. Из них каждый заимел своё название. Со временем, когда для жизни стало мало земли, в поисках выхода они нашли ущелье с железной рудой. Там-то и собрали большое количество дров и угля, а забив большое количество лошадей и быков, из их шкур собрали кузнечный мех. Затем, подпалив огнем дрова и уголь, накачивали мехом воздух, в результате образовался проход. В этом приняли участие кияны, нукузы и их подразделения. Вышедшие из Эргунэ-куна племена стали одним из ответвлений коренных монголов. Согласно данному преданию, хунгираты и урянхайцы имеют родственные связи с киятами и нукузами.
Учёными название «Эргунэ-кун» ассоциируется с рекой Аргунь, которую монголы называют Эргүнэ мурэн (Широкая река). Эргунэ-куном назывался, как полагает Л. Билэгт, находящийся на востоке нынешнего Забайкальского края Аргунский хребет. Согласно Б. Р. Зориктуеву, Эргунэ-кун располагался на месте впадения р. Мангу в Аргунь.
По мнению Б. Р. Зориктуева, монголы обитали в Эргунэ-кун во времена табгачской династии Тан. При этом уход монголов в Эргунэ-Кун обычно датировался VII—VIII вв. н. э., хотя Л. Билэгт называет другие даты ухода монголов в Эргунэ-Кун — 358 или 308 г. н. э.

### Киятские роды

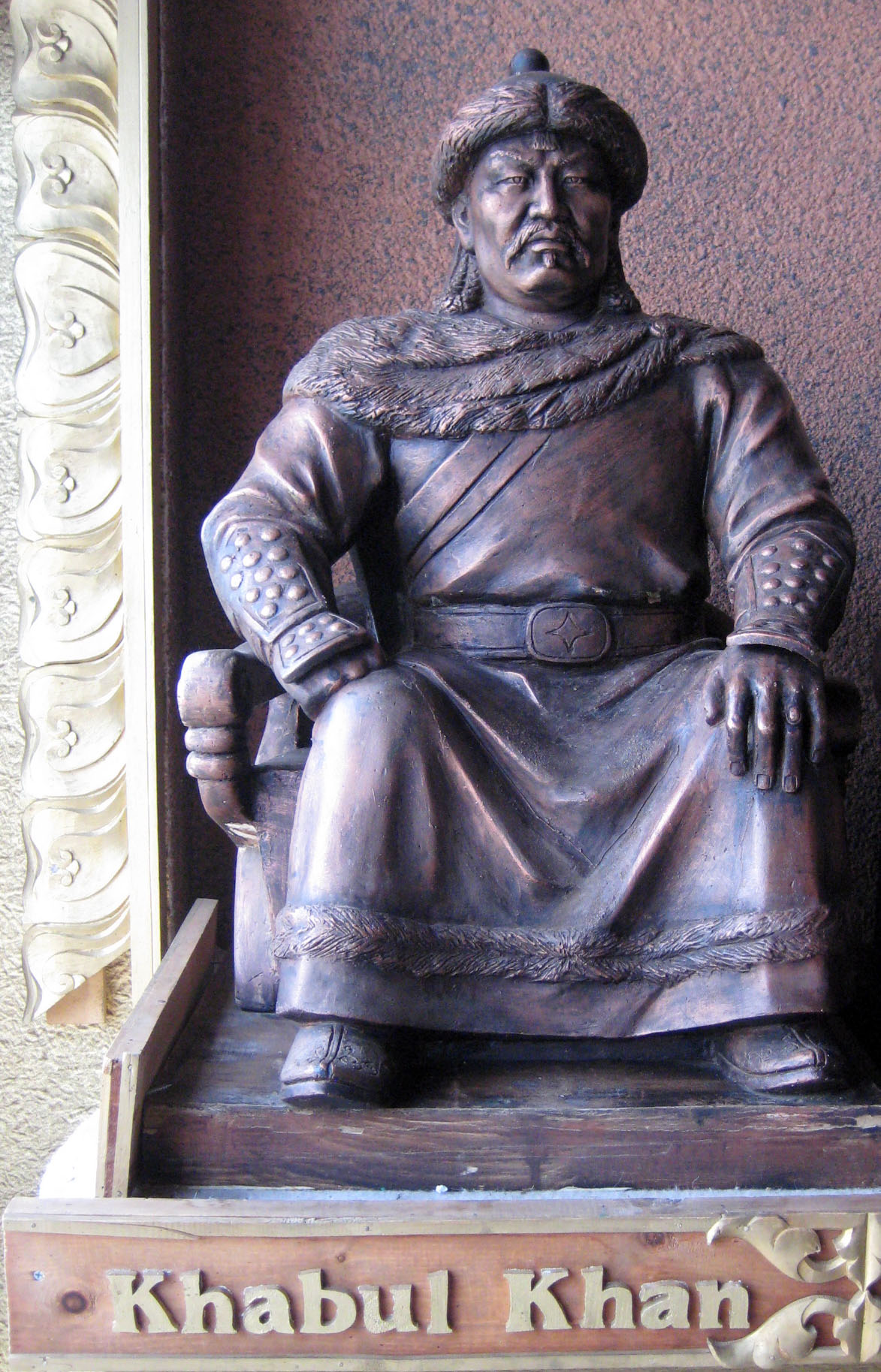
Хабул-хан

Каждое племя, основанное потомками Алан-гоа и Добун-Мэргэна (Добун-Баяна), было отмечено своим именем, вследствие чего название «кият» по этой причине отошло на второй план и на время вышло из употребления.
Позже название «кият» (хиад) стало именем рода Хабул-хана, потомка Алан-гоа, первого хана государства Хамаг Монгол. «Так как они все были богатырями, великими и пользующимися уважением людьми и царевичами, то кият стало вновь их прозванием». Имя кият унаследовали потомки Мунгету-Кияна, внука Хабул-хана. Есугей, брат Мунгету-Кияна и отец Чингисхана, основал род кият-борджигин (хиад-боржигин). Сыновьями Мунгету-Кияна названы Онгур, Чаншиут, Мугэду-бахадур и Куки-бахадур-нойон.
Согласно «Сборнику летописей», все кияты происходят из потомков Мунгету-Кияна. Он был удостоен этого имени по причине того, что был великим бахадуром, т. к. слово киян значит по-монгольски «стремительно несущийся поток».
Племя кият после переселения с севера (район Большого Хинганского хребта и бассейна р. Аргунь) занимало степи по берегам рек Онон, Керулен и Тола в Центральной Монголии. Оно было весьма многочисленно и имело достаточное количество кланов и ответвлений.
Кияты подразделялись на ветви: юркин (журхэн), чаншиут и кият-ясар. Кроме них также были известны роды кият-борджигин, кият-куралас и кият-тарклы. Под именем куралас у Рашид ад-Дина упоминается монгольское племя горлос. Племя хиад (баяут-кият) упоминалось в составе баятов наряду с племенами дуклад, горлос, чаншиут.
Наследником и заместителем Мунгэту-Кияна был его сын Чаншиут. Во времена Чингисхана он ведал войском, племенем и подчинёнными Мунгэту-Кияна. Во время войны с тайджиутами Чаншиут состоял со своим войском при Чингисхане. Его братья Куки-нойон и Мугэту-бахадур были нойонами-тысячниками и предводителями племени Мунгэту-Кияна.
Чаншиут и его братья участвовали на стороне Чингисхана в Битве при Далан-Балджутах против войск Джамухи. Вместе с баяутами они входили в состав восьмого куреня. Во главе баяутов стоял Онгур, который согласно «Сокровенному сказанию монголов», также приходился сыном Мунгэту-Кияну.
По сведениям из «Сокровенного сказания монголов», известно, что чаншиуты и баяуты во главе с Онгуром были в числе первых монголов, присоединившихся к Тэмуджину, когда он решил основать собственный улус отдельно от своего побратима Джамухи. На курултае 1206 года Онгур был пожалован Чингисханом в нойоны-тысячники.

### Кияты в Золотой Орде
Кияты составляли мощное ударное военное подразделение во времена западного похода, поскольку сохранились свидетельства, что Батый выделил в усиление армейского корпуса Шибана 10 тыс. киятов и уралдаев из собственных резервов. Во главе этого тумена стоял Бурундай (Боралтай, Бурулдай, Бурондай), бывший воспитателем хана Шибана. Бурундай был старейшим эмиром Улуса Джучи и одним из лучших военачальников хана Батыя. Вместе с Субедей-бахадуром Бурундай покорил Волжскую Булгарию и Русь. В 1238 г. его тумен разгромил полки Юрия Всеволодовича Владимирского на реке Сить. Позже войска Бурундая участвуют во взятии Киева. В 1241 г. он принимает участие в походе на Венгрию и одерживает победу в битве при реке Шайо. В 1258 г. Бурундай совершил поход на Литву, а в следующем 1259 г. он направил свои войска на Польшу. Блестящим завершением трехмесячного западного похода Бурундая было взятие Сандомира и Кракова.
Оставшиеся в Золотой Орде кияты были потомками монголов из тысяч Куки-нойона и Мугеду-Кияна. Нойоны Куки (Хукин) и Мугеду (Мугэту), были сыновьями Мунгэту-Кияна, который был братом Есугей-бахадура. Близкое родство Джучи с нойонами киятов в значительной степени определяло их статус — ближайших советников и старших военачальников.
По мнению Р. Ю. Почекаева, возвышение киятов в Золотой Орде следует отнести к концу XIII — началу XIV вв., когда кияты Тулук-Тимур и Ак-Буга перешли от Ногая к законному хану Токте и впоследствии занимали значительные государственные посты в его аппарате.
Автор «Чингиз-наме» Утемиш-хаджи отводит киятам главенствующую роль среди кочевых племён улуса Джучи. По Утемиш-хаджи, воцарение хана Узбека было бы невозможно без 40 тыс. войска во главе с киятом Исатаем (Иса), сыном Тулук-Тимура, и сиджиутом Алатаем.
После смерти хана Синей Орды Эрзена его трон занимает наместник кият Исатай. В результате этот улус Золотой Орды находился под властью его потомков — киятов Джир-Кутлуга и Тенгиз-Буги вплоть до 1361 года.

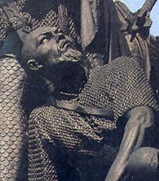
Мамай

Другая ветвь потомков кията Исатая (Исы) связана с известным правителем западной части Золотой Орды — Мамаем. «Мамай приходился внуком Исе и, соответственно, двоюродным братом Тенгиз-Буге. Отца Мамая звали Али (Алиш/Алаш)-бек, и он некоторое время, как и его дед, был правителем Солхата». Близкие родственные связи между киятами Мамаем и Тенгиз-Бугой, вероятно, обеспечили согласованность их действий по захвату власти в Золотой Орде, суть которых сводилась к концентрации под своим началом массы кочевников, переселению и закреплению на новых землях и использованию подставных ханов.
По мнению В. В. Трепавлова, кияты уже с середины XIII века проживали в Крыму, а также кочевали к востоку от Волги, на территории Казахстана. Роды киятов известны в племенном делении почти во всех постзолотоордынских государственных образованиях — от Крыма до Сибири, однако во времена Золотой Орды большая часть киятов кочевала на Нижней Волге — центре государства.
Кияты вошли в состав каракалпаков, киргизов, крымских татар, ногайцев, узбеков. Однако в составе казахов род кият отсутствует.

## Современность
В настоящее время представители родов хиад (кият), хиад-боржигин (кият-борджигин) проживают на территории Монголии в составе халха-монголов и других монгольских этносов, а также на территории Внутренней Монголии в составе увэр-монголов. Этноним хэйин известный в составе дауров отождествляется с этнонимом киян (кият).
Представители рода хиад-боржигин среди бурят восходят к Окин Тайши, внуку Цогто Тайши, потомку Даян-хана. Родословная самого Даян-хана восходит к Хубилаю и Толую. Кроме чингизидов в Бурятии проживают родственники Окина по материнской линии, пришедшие вместе с ним. Они являются потомками Бельгутэя, брата Чингисхана. Окин Тайши является родоначальником бурятского племени сонгол. Потомки Бельгутэя правили племенами абгад, абаганад, табангуд. Баян Барджигар, потомок Бельгутэя, был сподвижником Окин Тайши и его родственником по матери. Они прикочевали из Халхи на территорию современной южной Бурятии (Бичурский, Кяхтинский, Селенгинский районы). Баян Барджигар — родоначальник таких родов, как тэмдэгтэн, табантан и табдайтан. Представители кости хиад упоминаются в составе бурят Монголии.
Хиад-боржигины среди калмыков и других ойратских народов происходят от Хабуту-Хасара (калм. Хавт Хаср). Сказания о дербен-ойратах, в которых описывается генеалогия знатных родов, показывает, что хошутские князья, а следовательно, и их современные потомки ведут свой род от брата Чингисхана Хабуту-Хасара.
В Монголии отмечены представители родов хардал, хүвэд кости хиад (кият), родов борджигин, джалаир, шувуучин кости хиа нар в хошуне Илдэн дзасака (ныне сомон Халхгол Восточного аймака); рода хиа бөхчин в хошуне Ёст дзасака (ныне сомоны Сухэ-Батор и Баруун-Урт Сухэ-Баторского аймака); рода хиад в сомоне Булган Кобдоского аймака; рода нирун хиан в сомоне Тосонцэнгэл Завханского аймака; рода хиа нар в сомоне Эрдэнэцагаан Сүхбаатарского аймака, сомонах Батсумбэр и Ундерширээт Центрального аймака; рода багш хиа нар в сомоне Баян-Уул Восточного аймака, сомонах Баян-Уул и Шарга Гоби-Алтайского аймака. Род хиа нар в частности упоминается в составе дербетов.

### Родовые фамилии
Численность носителей родовой фамилии Хиад в Монголии составляет 3,5 тыс. человек, Хиад Боржигон — 5,1 тыс. человек, Хиад Боржигин — 1,5 тыс. человек, Хиа нар — 0,28 тыс. человека, Хиа — 0,63 тыс. человек, Хиад Боржгон — 0,19 тыс. человек, Боржигон Хиад — 0,16 тыс. человек, Хиад Боржгин — 0,15 тыс. человек, Хиа Боржигон — 0,12 тыс. человек.
В Монголии проживают носители следующих родовых фамилий:
- Хиад — проживают в Улан-Баторе и практически во всех аймаках за исключением аймаков Увс и Баян-Улгий[46];
- Хиад Боржигон — в Улан-Баторе и аймаках: Архангай, Туве, Хэнтий, Дархан-Уул, Сэлэнгэ, Орхон и др.[47];
- Хиад Боржигин — в Улан-Баторе и аймаках: Архангай, Орхон, Сэлэнгэ, Говь-Сумбэр, Дархан-Уул, Хэнтий и др.[48];
- Багш Хиа нар — в Улан-Баторе и аймаках: Говь-Алтай, Туве[55];
- Боржгин Хиа — в аймаках: Дорноговь, Хэнтий[56];
- Боржгин Хиат — в Улан-Баторе[57];
- Боржгон Хиа — в Улан-Баторе и аймаке Архангай[58];
- Боржгон Хиад — в Улан-Баторе и аймаках: Уверхангай, Сэлэнгэ[59];
- Боржгон Хиат — в Улан-Баторе[60];
- Боржигин Хиа — в Улан-Баторе и аймаках: Дорноговь, Булган и др.[61];
- Боржигин Хиад — в Улан-Баторе и аймаках: Дархан-Уул, Уверхангай и др.[62];
- Боржигин Хиат — в Улан-Баторе[63];
- Боржигон Хиа — в Улан-Баторе и аймаках: Архангай, Дархан-Уул, Булган и др.[64];
- Боржигон Хиад — в Улан-Баторе и аймаках: Архангай, Булган и др.[52];
- Боржигон Хиат — в Улан-Баторе[65];
- Боржигон Хияд — в Улан-Баторе[66];
- Гиа Боржигон — в Улан-Баторе[67];
- Киа — в Улан-Баторе и аймаке Увс[68];
- Киа нар — в Улан-Баторе и аймаках: Сэлэнгэ, Завхан[69];
- Киад Боржигон — в Улан-Баторе[70];
- Хиа — в Улан-Баторе и аймаках: Уверхангай, Баянхонгор, Архангай, Туве и др.[50];
- Хиа Боржгин — в аймаке Архангай[71];
- Хиа Боржгон — в Улан-Баторе[72];
- Хиа Боржигин — в Улан-Баторе и аймаках: Сэлэнгэ, Уверхангай, Дорноговь и др.[73];
- Хиа Боржигон — в Улан-Баторе и аймаках: Орхон, Уверхангай и др.[54];
- Хиа нар (Хианар) — в Улан-Баторе и аймаках: Завхан, Сэлэнгэ, Дархан-Уул, Туве и др.[49];
- Хиа Тайж — в Улан-Баторе и аймаке Уверхангай[74];
- Хиад Баян — в Улан-Баторе[75];
- Хиад Боржгин — в Улан-Баторе и аймаках: Архангай, Дорноговь, Уверхангай, Сэлэнгэ[53];
- Хиад Боржгон — в Улан-Баторе и аймаках: Архангай, Хувсгел, Уверхангай, Дархан-Уул, Булган[51];
- Хиад Боржигод — в Улан-Баторе[76];
- Хиад Боржигон Тайж — в Улан-Баторе и аймаке Хувсгел[77];
- Хиан — в аймаке Баянхонгор[78];
- Хианууд — в Улан-Баторе[79];
- Хиат — в Улан-Баторе и аймаках: Уверхангай, Умнеговь, Булган, Орхон, Туве[80];
- Хиат Боржгин — в Улан-Баторе и аймаках: Архангай, Дархан-Уул, Дорнод, Орхон[81];
- Хиат Боржгон — в Улан-Баторе и аймаках: Архангай, Уверхангай, Ховд[82];
- Хиат Боржигин — в Улан-Баторе и аймаках: Архангай, Уверхангай, Булган и др.[83];
- Хиат Боржигон — в Улан-Баторе и аймаках: Архангай, Туве, Дархан-Уул, Говь-Сумбэр, Уверхангай и др.[84];
- Хиюд[6] — в аймаках Булган и Дархан-Уул[85] ;
- Хияд — в Улан-Баторе и аймаке Уверхангай[86];
- Хияд Боржгон — в Улан-Баторе[87];
- Хияд Боржигин — в Улан-Баторе и аймаках: Дорнод, Хэнтий[88];
- Хияд Боржигон — в Улан-Баторе и аймаке Хувсгел[89];
- Хият — в Улан-Баторе[90];
- Хият Боржигон — в аймаке Туве[91];
- Хөх Хиа — в Улан-Баторе и аймаках: Умнеговь, Туве, Увс[92];
- Хөх Хиад — в аймаке Умнеговь[93];
- Жүрхэн — в Улан-Баторе и аймаках: Архангай, Сэлэнгэ, Булган и др.[94];
- Жүрхин — в Улан-Баторе и аймаках: Орхон, Архангай и др.[95];
- Журхин — в Улан-Баторе[96];
- Жүрхэн Боржгон — в Улан-Баторе[97];
- Жүрхэн Боржигин — в Улан-Баторе и аймаке Сэлэнгэ[98];
- Жүрхэн Боржигон — в Улан-Баторе и аймаках: Туве, Архангай[99].